# Arthur Hilton
Arthur David Hilton (* 5. April 1897 in London; † 15. Oktober 1979 in Sherman Oaks, Los Angeles, Kalifornien) war ein britisch-US-amerikanischer Filmeditor, Filmregisseur und Filmproduzent, der sowohl für den Oscar für den besten Schnitt, den Eddie, den Preis der American Cinema Editors (A.C.E. Award) für den besten Schnitt, als auch zwei Mal für den Primetime Emmy für herausragende Leistungen beim Schnitt nominiert war.

## Leben
Hilton begann seine Laufbahn als Editor in der Filmwirtschaft Hollywoods 1928 bei dem Filmdrama The Hound of Silver Creek von Stuart Paton mit dem Hund Dynamite the Dog sowie Edmund Cobb und Gloria Grey. Er wirkte bis zu seinem Tod 1979 als Editor, Regisseur und Produzent an der Herstellung von mehr als 120 Filmen und Folgen von Fernsehserien mit.
Bei der Oscarverleihung 1947 wurde Hilton für den Oscar für den besten Schnitt nominiert, und zwar für den nach Ernest Hemingways Kurzgeschichte Die Killer entstandenen Spielfilm Rächer der Unterwelt (The Killers, 1946) von Robert Siodmak mit Burt Lancaster, Ava Gardner und Edmond O’Brien in den Hauptrollen.
Zwischen 1950 und 1960 arbeitete Hilton zudem als Regisseur und inszenierte als solcher überwiegend Folgen von Fernsehserien wie The Buster Keaton Show (1950), Life with Buster Keaton (1951), Lassie (1956), Der Kopfgeldjäger (Wanted: Dead or Alive, 1960), Johnny Ringo (1960), Richard Diamond, Privatdetektiv (Richard Diamond, Private Detective), aber auch den Western Die Rückkehr von Jesse James (The Return of Jesse James, 1950) mit John Ireland, Ann Dvorak und Henry Hull.
1970 erhielt Hilton seine erste von zwei Nominierung für den Primetime Emmy für herausragende Verdienste beim Filmschnitt im Unterhaltungsprogramm für die zwischen 1966 und 1973 von Paramount Television für die CBS produzierte Fernsehserie Kobra, übernehmen Sie (Mission: Impossible). 1971 war er erneut für den Primetime Emmy in dieser Kategorie nominiert, und zwar diesmal für die zwischen 1968 und 1980 ebenfalls von der CBS produzierte Fernsehserie Hawaii Fünf-Null (Hawaii Five–0).
Als Produzent produziere er in den 1970er Jahren ferner die beiden Fernsehfilme Der Hund von Baskerville (1972) und Die Abenteuer des Nick Carter (1972) sowie vier Episoden der Fernsehserie Police Story (1977 bis 1978).
Zuletzt war Hilton 1978 gemeinsam mit Harry Kaye und Gerard Wilson für den Eddie, den Preis der American Cinema Editors, für den bestgeschnittenen Fernsehfilm-Special nominiert für Washington: Hinter verschlossenen Türen (1977) von David W. Rintels mit Cliff Robertson, Jason Robards und Stefanie Powers.

## Filmografie (Auswahl)
- 1928: The Hound of Silver Creek
- 1932: Tom rechnet ab (Destry Rides Again)
- 1937: Make a Wish
- 1938: Breaking the Ice
- 1939: Way Down South
- 1940: Der Bankdetektiv (The Bank Dick)
- 1942: Abbott und Costello unter Kannibalen (Pardon My Sarong)
- 1943: Das zweite Gesicht (Flesh and Fantasy)
- 1944: Zeuge gesucht (Phantom Lady)
- 1944: Unter Verdacht (The Suspect)
- 1945: Straße der Versuchung (Scarlet Street)
- 1945: Onkel Harrys seltsame Affäre (The Strange Affair of Uncle Harry)
- 1946: Rächer der Unterwelt (The Killers)
- 1948: Geheimnis hinter der Tür (Secret Beyond the Door)
- 1948: Geld oder Liebe (Let’s Live a Little)
- 1949: Das Todeshaus am Fluß (House by the River)
- 1950: Der Baron von Arizona (The Baron of Arizona)
- 1950: Die Rückkehr von Jesse James (The Return of Jesse James)
- 1953: Cat-Women of the Moon
- 1954–1957: Lassie (Fernsehserie, 55 Folgen)
- 1956: Revolvermänner (Gun Brothers)
- 1957–1959: Richard Diamond, Privatdetektiv (Richard Diamond, Private Detective, Fernsehserie)
- 1957–1961: Abenteuer im wilden Westen (Zane Grey Theater, Fernsehserie)
- 1958–1963: Westlich von Santa Fé (The Rifleman, Fernsehserie)
- 1961: Ein Fall für Michael Shayne (Michael Shayne, Fernsehserie)
- 1961–1963: Heute Abend Dick Powell (The Dick Powell Show, Fernsehserie)
- 1964–1965: Gauner gegen Gauner (The Rogues, Fernsehserie)
- 1966–1969: Big Valley (The Big Valley, Fernsehserie, 27 Folgen)
- 1969–1970: Kobra, übernehmen Sie (Mission: Impossible, Fernsehserie)
- 1970–1972: Hawaii Fünf-Null (Hawaii Five–0, Fernsehserie)
- 1973–1977: Police Story (Fernsehserie, 28 Folgen)
- 1974: Nakia, der Indianersheriff (Nakia, Fernsehfilm)
- 1977: Das Urteil des Richters (A Cry for Justice)
- 1978: Abenteuer in Key West (Hunters of the Reef, Fernsehfilm)